# Шогенцуков Адам Огурлійович
Шогенцуков Адам Огурлійович (31 серпня (13 вересня) 1916 — 5 травня 1995) — кабардинський поет, прозаїк, драматург і публіцист. Народний поет Кабардино-Балкарської АРСР (1969). Писав рідною і російською мовами.

## Життєпис
Народився в селі Кучмазукіно (нині місто Баксан) Нальчицького округу Терської області Російської імперії.
Навчався в початковій сільській школі. Закінчив факультет мови та літератури Кабардино-Балкарського університету в 1940 році. Почав друкуватися в 1938 році, а в 1939 році за цикл віршів був прийнятий до Спілки письменників СРСР.
З листопада 1941 року і до закінчення війни пройшов з боями від Кавказу до Праги, Будапешта і Відня.
Був старшим науковим співробітником НДІ, викладачем педагогічного інституту, слухачем вищих літературних курсів при Літературному інституті ім. Горького, потім головним редактором журналу «Ошхамахо». Протягом багатьох років був Головою правління Спілки письменників Кабардино-Балкарської Республіки (1951-54, 1956-58, з 1970).
Адаму Шогенцукову належать поетичні збірки «Від серця до серця» (1962), «Передгроззя» (1966), «Доброта землі» (1974), «Земна радість» (1977), «Слід в серці» (1980), «Дороги» (1981), «Співоче зерно» (1986), «Всю ніч йшов дощ» (1991) і відомі повісті «Весна Софіят» (1955), «Назву твоїм ім'ям» (1970), «Світле вікно» (1984), а також оповідання «Зустріч», «Погожа осінь», «Брехня без ніг», «Образа Куни».
Їм були написані і поставлені на сцені національного театру п'єси «Мадіна», «Закохані», «Любов і мужність».
Відомий Адам Шогенцуков і як перекладач російської та зарубіжної класики. У поезії ним переведені на кабардинську мову твори Навої, Пушкіна, Лермонтова, Некрасова; перевів він на рідну мову п'єси Шекспіра і Лопе де Вега.